# Нова Сири
Нова Сири (итал. Nova Siri) је насеље у Италији у округу Матера, региону Базиликата.
Према процени из 2011. у насељу је живело 998 становника. Насеље се налази на надморској висини од 318 м.

## Становништво
Према резултатима пописа становништва 2011. у општини је живело 6.596 становника.
| 1931. | 1936. | 1951. | 1961. | 1971. | 1981. | 1991. | 2001. | 2011. |
| ----- | ----- | ----- | ----- | ----- | ----- | ----- | ----- | ----- |
| 2.720 | 2.967 | 3.788 | 4.172 | 4.692 | 5.470 | 5.922 | 6.418 | 6.596 |